# Afrixalus spinifrons
Espèce
Synonymes
- Hyperolius spinifrons Cope, 1862

Statut de conservation UICN

 LC  : Préoccupation mineure
Afrixalus spinifrons est une espèce d'amphibiens de la famille des Hyperoliidae.

## Répartition
Cette espèce est endémique de l'Afrique du Sud et se divise en deux sous-espèces :
- Afrixalus spinifrons spinifrons (Cope, 1862) à basse et moyenne altitude dans les plaines de la province de KwaZulu-Natal et dans les régions côtières de la province de Cap-Oriental ;
- Afrixalus spinifrons intermedius Pickersgill, 1996 au-dessus de 1 000 m d'altitude dans l'ouest de la province de KwaZulu-Natal.

Elle pourrait être présente au Lesotho.

## Publications originales
- Cope, 1862 : Notes upon Some Reptiles of the Old World. Proceedings of the Academy of Natural Sciences of Philadelphia, vol. 14, p. 337-344 & 594 (texte intégral).
- Pickersgill, 1996 : A new subspecies of Afrixalus (Anura: Hyperoliidae) from Kwazulu-Natal, South Africa, and comments on its superspecies affinities. Durban Museum Novitates, vol. 21, p. 49–59.